# Inmigración catalana en México
La inmigración catalana en México se refiere a las personas de ascendencia catalana que emigran a los Estados Unidos Mexicanos.
Los catalanes son una destacada comunidad en México. Según fuentes de la comunidad catalana, aproximadamente 12 000 es el total de los que se cuentan en todo el país: Ciudad de México, Puebla, San Luis Potosí, Quintana Roo, Querétaro, Baja California, Colima, Estado de México, Jalisco, Sinaloa, Yucatán, Guanajuato
y  Oaxaca, destacando entre la intelectualidad mexicana y el periodismo nacional. Hoy en día algunos de los miembros de dicha comunidad son empresarios y grandes hoteleros.

## Historia

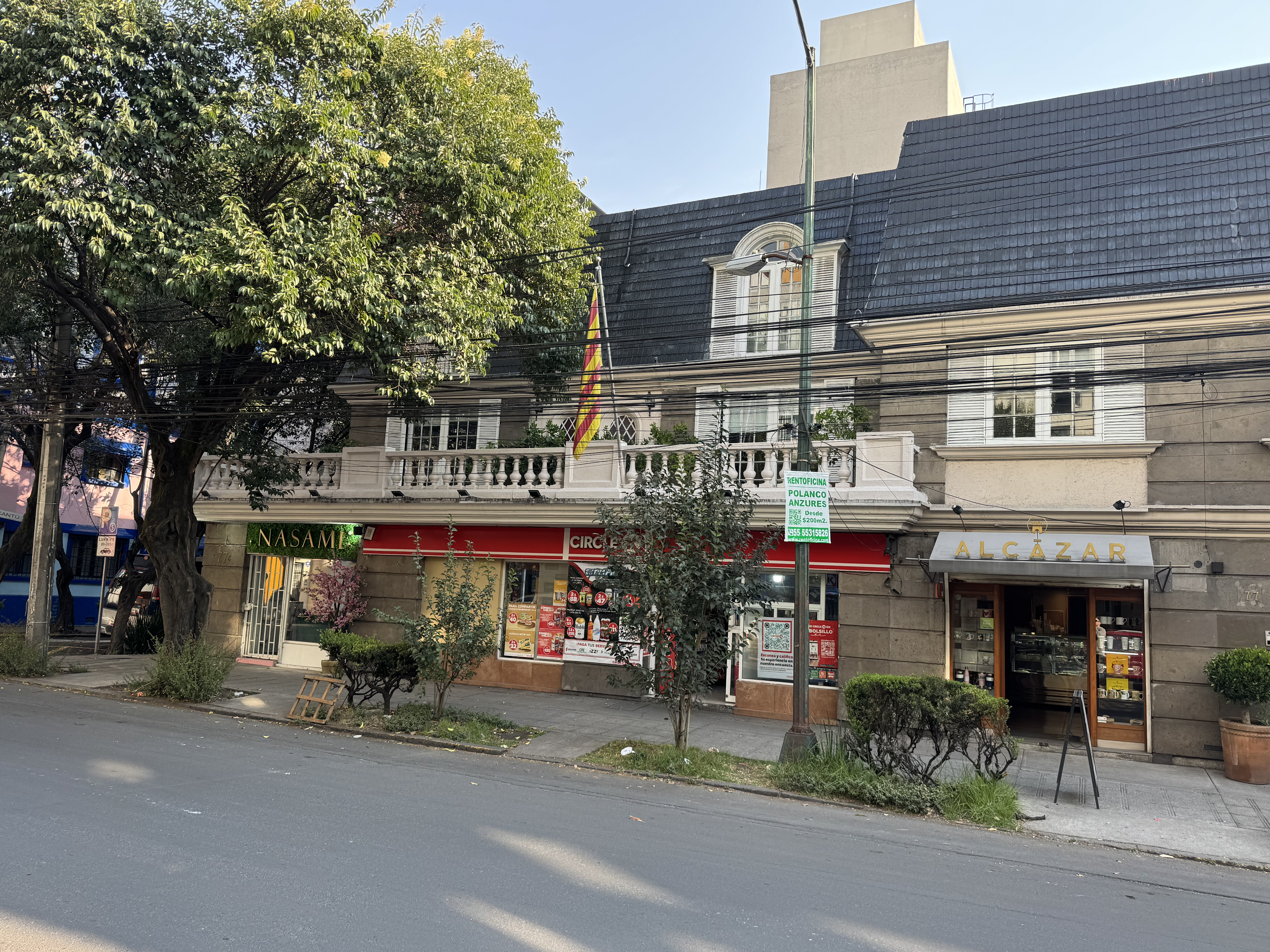
Delegación del Gobierno de Cataluña en la Ciudad de México

Los catalanes en la península de Yucatán fueron unos de los impulsores de la venta de materias primas hacia Estados Unidos y Europa durante el gobierno de Maximiliano de Habsburgo, como el palo de tinte y la venta del henequén. Sus fincas son testigos de la presencia catalana que había llegado de La Habana, en la isla de Cuba, hacia el territorio de la Nueva España y durante el porfiriato.
En el gobierno de Porfirio Díaz llegaron a México muchos contingentes de inmigrantes europeos, entre los más numerosos fueron los catalanes, que sin duda alguna fue esta época en la que más ciudadanos de Cataluña se establecieron en México, e inclusive, mucho más que en tiempos coloniales. También en 1902 el catalán Arturo Mundet crea el Sidral Mundet, refresco de manzana ya tradicional de México que empezó a comercializarse de por toda la capital del país y ciudades cercanas.
Durante la revolución mexicana (1910-1917) promovió dos revistas en catalán Catalònia (4 de septiembre de 1912), y Catalunya a Mèjic, y a partir de 1914, órgano oficial de la entidad y de aparición mensual.[cita requerida] Se crearon como secciones la Agrupació Catalana d'Art Dramàtic (Agrupación Catalana de Arte Dramático), Club Catalunya d'Esports (Club Cataluña de Deportes) y el Grup Excursionista (Grupo Excursionista), y en 1919, con el apoyo económico del empresario catalán Arturo Mundet y Esmeralda Cervantes Cerdá, se creó la mutualidad Secció d'Auxilis de l'Orfeó Català SA (Sección de Auxilios del Orfeó Català SA).

La Unió Catalanista de México, en 1953.

Entre los grupos que habían emigrado a México, algunos líderes e intelectuales catalanes que impulsaban la independencia de un Estat Catalá, grupos independentistas que se mantuvieron muy activos y comunicados con otros grupos catalanistas fuera de México. La Unió Catalana de México surge como una reacción soberanista y de identidad catalana completamente desligada del resto de las asociaciones civiles españolas. Durante la Segunda Guerra Mundial, un importante grupo de catalanes emigró a México.
En 1958, el catalán Francisco Domemech crea las cavas San Juan en Tequisquiapan que años más tarde se llamaran Vinos Hidalgo siendo pionero en la industria vitivinícola catalana en suelo mexicano. Eugenio Nicolau funda las bodegas Cruz Blanca en Tequisquiapan, Querétaro en el año 1968. Para los años venideros se abandonan las viejas técnicas de elaboración de vinos por métodos tecnológicos provenientes de los Estados Unidos de la cual se mejora la calidad de los caldos mexicanos y se traén nuevas varidades de vid con excelente calidad para su cultivo en suelo mexicano. En 1987, otros empresarios catalanes se establecieron en el municipio de Ezequiel Montes, Querétaro para fundar la bodega de Freixenet de México. Su especialidad son los vinos rosados y espumosos sin dejar de producir tintos y blancos. Los catalanes introducen las fiestas de vino como la Vendimia en suelo queretano.
En 2012, miembros de la comunidad catalana residente en México exigieron la independencia de su nación.

## Cultura catalana en México

El Orfeó Català de Mèxic.

La industria agrícola del vino desarrollada por catalanes en Freixenet de México, Querétaro.

El Orfeó Català de Mèxic es una entidad social, musical y cultural de los catalanes residentes en la Ciudad de México. Se fundó en 1906 como continuación del Centre Català, creado en 1905 por el Quinteto Jordán-Rocabruna, por un grupo de albañiles catalanes que habían trabajado en la reconstrucción de la ciudad californiana de San Francisco, promovidos por los músicos Guillem Ferrer i Clavé, Josep Rocabruna i Valdivieso y Luis Gonzaga Jordá. Ha llegado a tener un millar de socios. El actual presidente es Rafael Vidal i Anglès.
El primer consejo directivo, fue presidido por Enric Botey. Desde el inicio la sección más importante fue la masa coral, dirigida por Guillem Ferrer Clavé, nieto de Anselm Clavé; también organizó otras actividades, como veladas literarias, conferencias, excursiones, representaciones teatrales y líricas (con Virginia Fábregas y Esperanza Iris) y celebraron las principales fiestas oficiales de Cataluña y México.

### Danza
La danza de los paloteros de Yuriria, Guanajuato y Puruándiro, Michoacán, son una introducción del folklore catalán en la cultura dancística del Bajío; el paloteo de los Pirineos catalanes fue enseñado a los novohispanos por sacerdotes y religiosos evangelizadores de los pueblos otomí y purhépecha.